# Vatau Hui
Vatau Mefi Hui (n. 2 de junio de 1970) es un político tongano perteneciente al Partido Popular (PAKT).

## Biografía
Entre 1992 y 2000 Hui se desempeñó como profesor asistente en Niuatoutapu High School, y durante el año 2001 como oficial de radiodifusión del Ministerio de Educación. Es, a su vez, presidente del Comité de Desarrollo Comunitario de Niua.

### Carrera política
Fue electo Representante Popular de Asamblea Legislativa por primera vez en las elecciones generales de 2017, como candidato del Partido Democrático de las Islas Amigas (PTOA). En mayo de 2018 se declaró culpable de no presentar un informe de sus gastos electorales y fue multado con 129 dólares.
Tras la muerte de ʻAkilisi Pōhiva en septiembre de 2019, Hui abandonó el PTOA y apoyó a Pōhiva Tu'i'onetoa para ocupar el cargo de primer ministro, uniéndose al recién fundado Partido Popular. Con la victoria de Tu'i'onetoa, el 10 de octubre de 2019, Hui fue nombrado Ministro de Asuntos Internos en el nuevo gabinete.
En las elecciones generales de 2021 fue reelecto como Representante Popular con 367 votos. Durante la campaña anunció que no participaría como miembro del PAKT.